# Skimming (fraude)
Se denomina Skimming al robo de información de tarjetas de crédito utilizado en el momento de la transacción, con la finalidad de reproducir o clonar la tarjeta de crédito o débito para su posterior uso fraudulento. Consiste en el copiado de la banda magnética de una tarjeta (crédito, débito, etc).
Los escenarios comunes en los que se realiza skimming es en restaurantes, bares, gasolineras o en cajeros electrónicos donde un cómplice del criminal está en posesión de la tarjeta de crédito de la víctima o en un lugar en el que se ha instalado un dispositivo que puede copiar la información.
En el caso de un cajero automático, el autor del fraude pone un disposan a menudo en combinación con una microcámara que graba el código PIN (Código de seguridad) del usuario.
Es difícil que el titular de la tarjeta detecte el skimming, pero es bastante fácil de detectar para el emisor de la tarjeta con una muestra lo suficientemente grande.

## Funcionamiento
Por lo general, alguien en un cajero automático o en un local comercial utiliza un pequeño dispositivo para copiar y robar datos de la banda magnética de una tarjeta de crédito o de débito. Esa información se coloca sobre una tarjeta falsificada y se utiliza para hacer compras fraudulentas.

## Sistemas anti-skimming
Son sistemas para combatir los delitos en cajeros automáticos, prevenir el robo de identidad y reducir el fraude. Dichos sistemas cifran o codifican la información que está en la banda magnética para evitar el fraude que implica "clonar" una tarjeta.
Existen además sistemas antiskimming diseñados por los fabricantes de cajeros, los cuales en algunos casos permiten bloquear el ingreso de las tarjetas cuando detecten un dispositivo en la entrada del lector de tarjetas.
También existen sistemas electrónicos antifraude, diseñados con sensores ópticos e infrarrojos con tecnología tipo barrera y reflexivo, los cuales cumplen la función de detectar y anular la lectora cuando detecte alrededor de esta un dispositivo fraudulento.